# De l'or
De l'or is een nummer van het Franse muziekduo Vitaa & Slimane uit 2020. Het is de zevende single van hun album VersuS.

## Achtergrondinformatie
De tekst van "De l'or" suggereert dat de liefde en toewijding die de ik-figuren voor elkaar hebben, van onschatbare waarde is en meer waard dan goud. Het nummer benadrukt het belang van wederzijdse steun in een relatie en de bereidheid alles voor elkaar te doen, zelfs als dat betekent dat je jezelf moet opofferen voor je geliefde. Ook erkennen de zangers dat ze niet weten wat de toekomst brengt, maar blijven ze standvastig in hun besluit om bij elkaar te blijven, wat er ook gebeurt.
Hoewel "De l'or" slechts een 109e positie behaalde in de Franse hitlijsten, werd het wel een radiohit in Frankrijk. Wel deed de plaat het goed in de Waalse Ultratop 50 met een 8e positie. In Vlaanderen reikte het nummer slechts tot de Tipparade.